# Crafter
Crafter — корейский бренд, принадлежащий Sung-Eum music Co Ltd, одному из ведущих производителей акустических и электроакустических гитар в Корее..

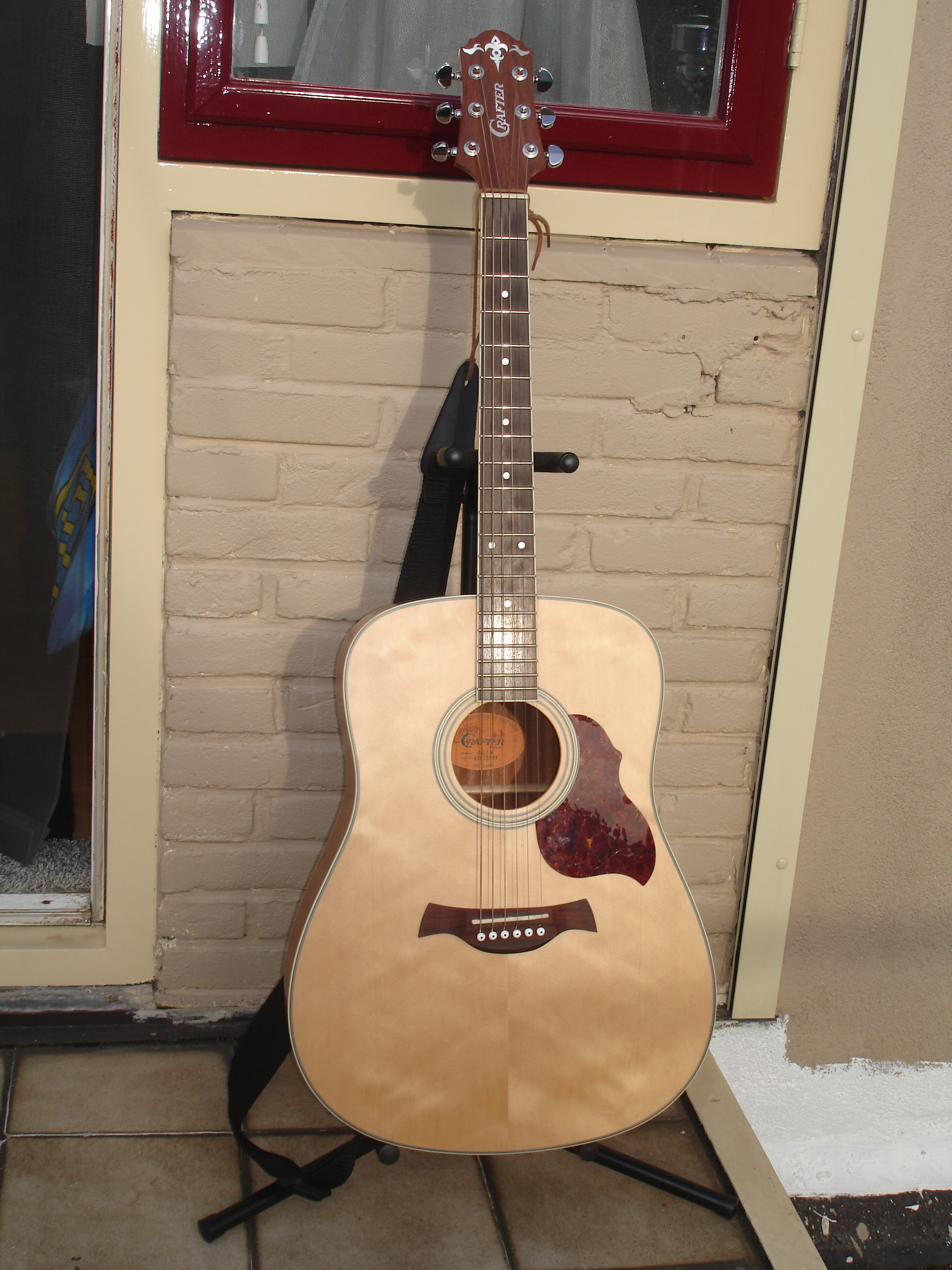
Crafter D-6/N

## О компании Crafter
Основанная Хён Вон Паком (Hyun Kwon Park) в апреле 1972 года, первая фабрика Sung-Eum music Co Ltd находилась в подвале его собственного дома. Во время так называемого «раннего периода» Sung-Eum music Co Ltd производила классические гитары для рынка Кореи. С ростом компании производственный цех вскоре переехал из подвала на фабрику в Сеуле и затем в Янгью-ган (Yangju-gun). Хью начал производство акустических и электроакустических гитар для международного рынка, но компания с трудом выдерживала конкуренцию со стороны более известных западных и японских компаний на этом рынке.
В 1986 году Ин Джей Пак (In Jay Park), старший сын Хёна, начал работу в Sung-Eum Music Co Ltd, взяв под свой прямой контроль производство гитар, в то время как Хён продолжил возглавлять компанию. Ин Джей поменял название международной линейки гитар на Crafter, так как, по его мнению, это название было более лёгким для запоминания и отражало уровень мастерства, которого он добивался от производства. Сейчас компания Crafter производит акустические, электроакустические и полуакустические гитары.

## Модели гитар

### Акустические гитары

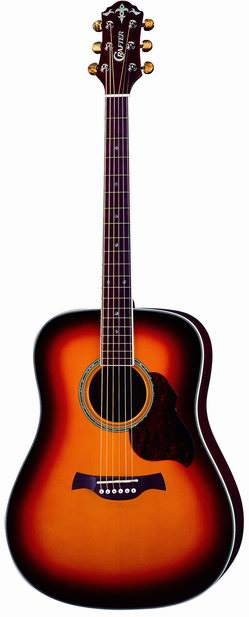
Crafter D-8/TS

В производственной линейке компании Crafter представлены все наиболее популярные типы акустических гитар: гитары с корпусом типа Вестерн, гитары Гранд Аудиториум, гитары джамбо, уменьшенные гитары, гитары с корпусом мандолины, акустические гитары с вырезом, электроакустические гитары, полуакустические гитары. В 2015 году компания Crafter представила новую линейку укулеле..

### Электрогитары
- County
- Crown
- Convoy
- Constantine
- Congress
- Centaur
- Cube

### Cruzer
Кроме акустических гитар, компания Crafter также выпускает электрогитары Cruzer (Крузер). Электрогитары Cruzer производятся на заводах в Китае под контролем инженеров компании Crafter. Электрогитары Cruzer имеют высокое качество при относительно низкой цене. Благодаря низкой цене они особенно привлекательны для начинающих гитаристов, которые также оценят ещё одно достоинство гитар Cruzer — их неприхотливость. Эти гитары более устойчивы к перепадам температуры и влажности, а также к механическим повреждениям, чем их многие более дорогостоящие собратья.
Серии гитар Cruzer (Крузер)
- ST
- TC-250
- CJ
- CJR
- CSR
- RG
- RV
- RE
- LJ, LS, LC
- JB-450
- CX, RX
- cruzer

## Музыканты
На гитарах Crafter играют популярные музыканты:
- Alice Cooper
- Status Quo
- Katie Melua
- Армен Григорян
- Алексей Кортнев
- Александр Лучков
- Дмитрий Новокольский
- Михаил Кистанов
- Павел Кашин
- Елизавета Костягина
- Олег Горшков
- Мария Макарова
- Денис Устюжанин
- Владимир Шахрин
- Фёдор Ларюшкин
- Эдмунд Шклярский

и известные педагоги:
- Александр Кутейников (педагог ГМК ЭДИ);
- Константин Серов (педагог Академии им. Гнесиных);
- Денис Васильев (don Deniso) (педагог Колледжа им. Тищенко, С-Пб).
- Михаил Суджян (преподаватель ГМК ЭДИ)